# NHK Trophy 2014
NHK Trophy 2014 – szóste, a zarazem ostatnie w kolejności zawody łyżwiarstwa figurowego z cyklu Grand Prix 2014/2015. Zawody rozgrywano od 28 do 30 listopada 2014 roku w hali Namihaya Dome w Kadomie.
Zwycięzcą wśród solistów został reprezentant gospodarzy Daisuke Murakami. W rywalizacji solistek triumfowała Amerykanka Gracie Gold. Wśród par sportowych triumfowali Kanadyjczycy Meagan Duhamel i Eric Radford. Natomiast wśród par tanecznych zwyciężyli ich rodacy Kaitlyn Weaver i Andrew Poje.

## Wyniki

### Soliści
| Poz. | Zawodnik         | Nota łączna | SP | SP    | FS | FS     |
| ---- | ---------------- | ----------- | -- | ----- | -- | ------ |
| 1    | Daisuke Murakami | 246,07      | 3  | 79,68 | 1  | 166,39 |
| 2    | Siergiej Woronow | 236,65      | 4  | 78,93 | 2  | 157,72 |
| 3    | Takahito Mura    | 234,44      | 1  | 86,28 | 4  | 148,16 |
| 4    | Yuzuru Hanyū     | 229,80      | 5  | 78,01 | 3  | 151,79 |
| 5    | Jeremy Abbott    | 229,65      | 2  | 81,51 | 5  | 148,14 |
| 6    | Elladj Baldé     | 212,50      | 7  | 67,50 | 6  | 145,00 |
| 7    | Ross Miner       | 205,36      | 10 | 63,36 | 7  | 142,00 |
| 8    | Jeremy Ten       | 203,27      | 8  | 65,81 | 8  | 137,46 |
| 9    | Kim Jin-seo      | 197,20      | 9  | 65,69 | 9  | 131,51 |
| 10   | Ivan Righini     | 196,22      | 6  | 70,27 | 10 | 125,95 |
| 11   | Joshua Farris    | 169,88      | 11 | 58,35 | 11 | 111,53 |

### Solistki
| Poz. | Zawodniczka          | Nota łączna | SP | SP    | FS | FS     |
| ---- | -------------------- | ----------- | -- | ----- | -- | ------ |
| 1    | Gracie Gold          | 191,16      | 1  | 68,16 | 1  | 123,00 |
| 2    | Alona Leonowa        | 186,40      | 2  | 68,11 | 3  | 118,29 |
| 3    | Satoko Miyahara      | 179,02      | 4  | 60,69 | 2  | 118,33 |
| 4    | Kanako Murakami      | 173,09      | 3  | 64,38 | 7  | 108,71 |
| 5    | Riona Katō           | 168,38      | 8  | 50,87 | 4  | 117,51 |
| 6    | Gabrielle Daleman    | 164,74      | 7  | 53,46 | 6  | 111,28 |
| 7    | Li Zijun             | 162,90      | 5  | 56,44 | 8  | 106,46 |
| 8    | Polina Edmunds       | 161,79      | 11 | 48,96 | 5  | 112,83 |
| 9    | Christina Gao        | 147,51      | 6  | 54,86 | 10 | 92,65  |
| 10   | Elene Gedewaniszwili | 142,96      | 9  | 50,18 | 9  | 92,78  |
| 11   | Anna Owczarowa       | 132,32      | 12 | 45,83 | 11 | 86,49  |
| 12   | Anne Line Gjersem    | 125,17      | 10 | 49,09 | 12 | 76,08  |

### Pary sportowe
| Poz. | Zawodnicy                          | Nota łączna | SP | SP    | FS | FS     |
| ---- | ---------------------------------- | ----------- | -- | ----- | -- | ------ |
| 1    | Meagan Duhamel / Eric Radford      | 199,78      | 1  | 72,70 | 1  | 127,08 |
| 2    | Yūko Kawaguchi / Aleksandr Smirnow | 183,60      | 2  | 64,60 | 3  | 119,00 |
| 3    | Yu Xiaoyu / Jin Yang               | 182,00      | 3  | 60,15 | 2  | 121,85 |
| 4    | Wiera Bazarowa / Andriej Dieputat  | 165,70      | 4  | 59,62 | 4  | 106,08 |
| 5    | Mari Vartmann / Aaron Van Cleave   | 145,36      | 5  | 48,39 | 5  | 96,97  |
| 6    | DeeDee Leng / Simon Shnapir        | 138,24      | 6  | 45,91 | 6  | 92,33  |
| 7    | Narumi Takahashi / Ryuichi Kihara  | 131,26      | 7  | 45,35 | 7  | 85,91  |

### Pary taneczne
| Poz. | Zawodnicy                             | Nota łączna | SD | SD    | FD | FD     |
| ---- | ------------------------------------- | ----------- | -- | ----- | -- | ------ |
| 1    | Kaitlyn Weaver / Andrew Poje          | 169,42      | 1  | 67,51 | 1  | 101,91 |
| 2    | Ksienija Mońko / Kiriłł Chalawin      | 152,54      | 3  | 59,70 | 2  | 92,84  |
| 3    | Kaitlin Hawayek / Jean-Luc Baker      | 146,41      | 4  | 58,50 | 3  | 87,91  |
| 4    | Nielli Żyganszyna / Alexander Gazsi   | 138,41      | 6  | 54,13 | 4  | 84,28  |
| 5    | Penny Coomes / Nicholas Buckland      | 137,88      | 2  | 60,49 | 6  | 77,39  |
| 6    | Cathy Reed / Chris Reed               | 130,88      | 7  | 50,55 | 5  | 80,33  |
| 7    | Wiktorija Sinicyna / Nikita Kacałapow | 122,31      | 5  | 54,94 | 8  | 67,37  |
| 8    | Emi Hirai / Marien de la Asuncion     | 112,04      | 8  | 44,38 | 7  | 67,66  |